# Brahin
Brahin è un meteorite ferro-roccioso (pallasite) trovato in Bielorussia nel 1807. Si tratta del secondo meteorite in assoluto trovato nell'area dell'ex Unione Sovietica.
È conosciuto anche con i nomi di Bragin e Bragim.
Molto diffuso tra i collezionisti per via del suo prezzo abbordabile, rappresenta la pallasite più facile da trovare in fette di piccole dimensioni.

## Storia
Nel 1807 due masse di 80 kg e 20 kg vennero trovate dai contadini di Kaporenki, un villaggio nel distretto di Brahin. Le meteoriti furono inviate agli scienziati dall'amministratore del distretto, l'onorevole Graf Rakitsky. Dal 1807 ad oggi sono stati recuperati nella zona diversi esemplari.
Durante la seconda guerra mondiale, i campioni di Brahin furono rubati a Kiev dai soldati Tedeschi e diversi esemplari sparirono anche a Minsk.
L'ultimo ritrovamento ufficiale è avvenuto nel 2002: una meteorite di 227 kg recuperata ad una profondità di quasi 3 metri nella parte settentrionale dell'area di caduta.

## Composizione e classificazione

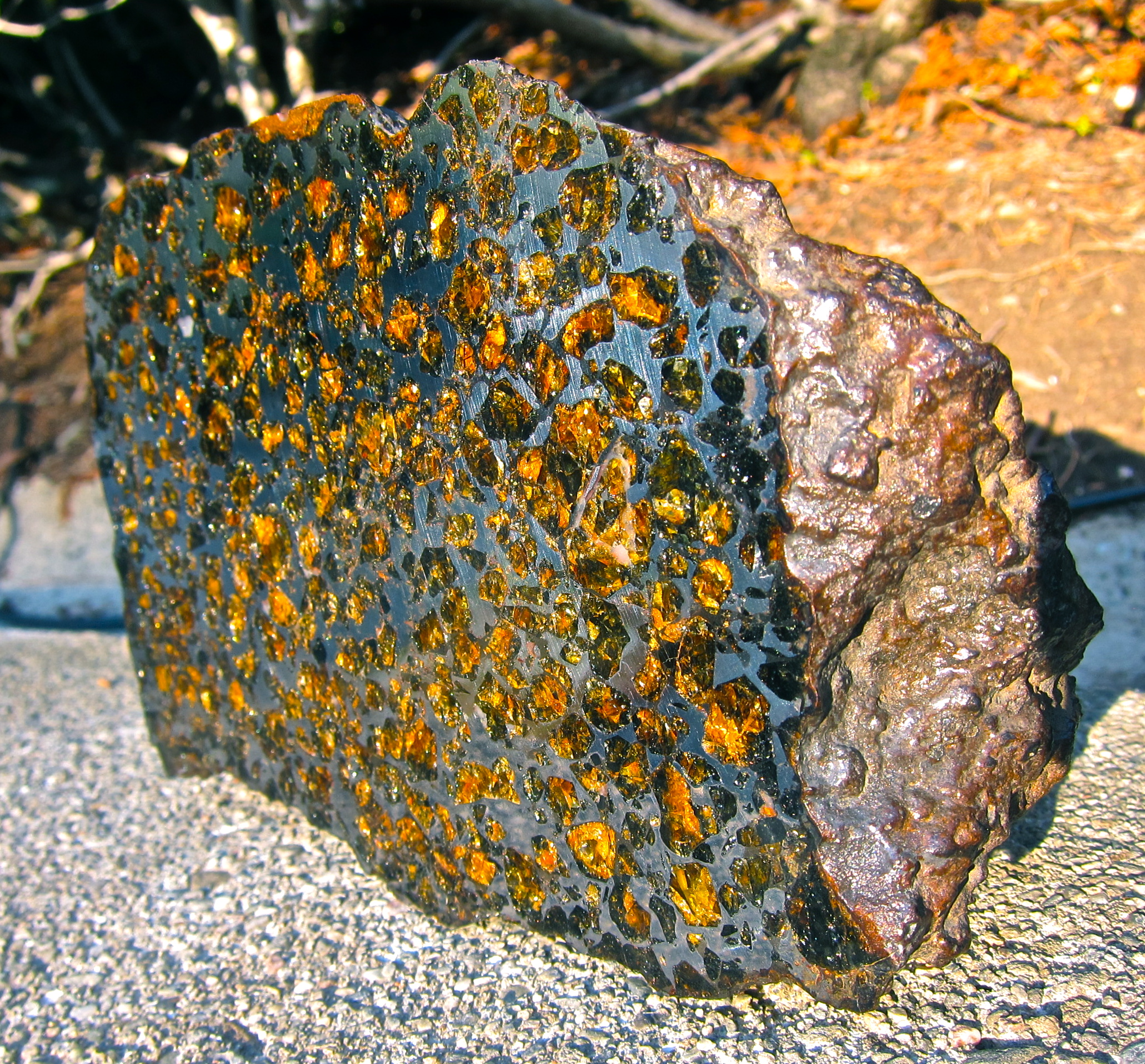
Campione di Brahin di circa 3 kg

Brahin è una pallasite del Gruppo Principale, con cristalli di olivina dalla forma irregolare affogati in una matrice metallica di ferro e nichel. I cristalli di olivina rappresentano circa il 37% della massa del meteorite.

## Area di caduta
Le meteoriti sono state recuperate in una zona larga 3 km e lunga circa 15 km, attraversata dal fiume Dnepr.
L'area fu contaminata nel 1986 durante il disastro di Černobyl' e ricade ora nella Periodic Control Zone, ovvero un'area moderatamente radioattiva sottoposta a periodici controlli. Nonostante i primi timori, le meteoriti recuperate dopo il 1986 non sono risultate contaminate grazie al fatto che le radiazioni interessano soltanto la parte più superficiale del terreno.
Il peso complessivo ufficiale è pari a circa 1050 kg, ma è verosimilmente sottostimato e probabilmente è nell'ordine delle due tonnellate.